# Матвіїв Олександр Васильович
Олександр Васильович Матвіїв (17 березня 1938, с. Ляшки Королівські, Перемишлянський повіт Тернопільське воєводство, Польща, нині с. Заставне Львівського району Львівської області — 26 липня 2006, м. Львів) — український архітектор. Член-кореспондент Української академії архітектури, член НСАУ (1971).

## Біографія
Народився 17 березня 1938 року в селі Ляшки Королівські, Перемишлянського повіту Тернопільського воєводства (нині — село Заставне Львівського району Львівської області). 1961 року закінчив Львівський політехнічний інститут. Понад двадцять років працював заступником начальника управління містобудування та архітектури Львівського облвиконкому. Двічі лауреат Державної премії України у галузі архітектури у 1989 і 1994 роках (друга — за архітектуру індивідуальних і дачних житлових будинків). 1984 року відзначений званням заслуженого архітектора УРСР. Член-кореспондент Української академії архітектури. В роки незалежності відкрив власне архітектурне бюро «Майстерня архітектора О. Матвіїва». Спроєктував ряд новаторських за архітектурою українських храмів. Входив до складу журі конкурсів проєктів пам'ятників Володимирові Кубійовичу у Львові (2001) і Степанові Бандері у Львові (2001).
Будівлі

Вілла на вулиці Таджицькій, 1а у Львові

- Готель «Курортний» у Трускавці (1984).
- Костел Матері Божої Неустанної помочі у Львові на вулиці Гетьмана Мазепи, 46 (проєкт 1997 року).[5][1]
- Проєкт реконструкції торговельного центру АТ «Перун» на вулиці Шпитальній, 11 у Львові (не пізніше 1997 року).[6][1]
- Греко-католицька церква у Ходорові (проєкт 1999 року).[5]
- Реконструкція сіл Борщовичів (1984), Лісовичів (1985), П'ятничан (1985). Зокрема торгівельно-громадський комплекс у П'ятничанах (1986, співавтори І. Зелений, І. Оксентюк).[7]
- Приватні будинки в селах Липники (1992), Бірки (1993), Рокитне (1996)[8] Чишки (не пізніше 1997)[2], містечках Брюховичі (1991), Винники (1992). Дім на вулиці Втіха у Львові (кінець 1990-х).[9]
- Проєкт готелю на проспекті Свободи, 45 у Львові (2000). Не був реалізований.[10]
- Приміщення трикотажної фабрики «Теркурій-2» у Тернополі.
- Торгово-розважальний центр у Тернополі.
- Церкви Різдва Івана Хрестителя УАПЦ на вулиці Пасічній, 91 у Львові.[1]
- Готель у місті Турка Львівської області.
- Житловий дев'ятиповерховий будинок на вул. Манастирського, 2 у Львові (2005).[1]
- Вілла на вул. Таджицькій, 1а у Львові.

Пам'ятники
- Пам'ятник у місті Соснівка на братській могилі жертв нацизму і партизанів з'єднання М. І. Наумова (1974, скульптор Іван Самотос).[11]
- Пам'ятник Володимиру Леніну в Червонограді (1977, скульптори В. Усов, і П. Чепель).[12]
- Пам'ятник Є. Мотовило в селі Миколаїв Радехівського району (1982, скульптор Євген Дзиндра).[13]
- Пам'ятник полеглим у селах Волоща (1967[14], скульптори Еммануїл Мисько, Ярослав Мотика[15]), Ясениця-Сільна (1974, скульптори Еммануїл Мисько і Ярослав Мотика)[14], П'яновичі (1977, скульптор Євген Дзиндра).[16]
- Пам'ятник Маркіянові Шашкевичу (с. Нестаничі, 1993, пісковик[17]; у співавторстві — скульптори Я. Мотика, В. Шишов).[18]
- Член журі конкурсів проєктів пам'ятників В. Кубійовичу та С. Бандері у Львові (обидва — 2001).[1]